# Illimar Pärn
Illimar Pärn (* 27. Oktober 1988 in Tartu) ist ein ehemaliger estnischer Skispringer.

## Werdegang
Pärn springt für den Skiclub Elva. Seinen ersten Weltcupstart mit der estnischen Mannschaft hatte Pärn am 5. März 2005 in Lahti bei einem Teamspringen im Alter von 16 Jahren, als Estland den neunten und damit letzten Platz belegte. Im Continental Cup war sein bestes Ergebnis bisher ein 29. Platz, erreicht 2006 in Velenje. Im FIS-Cup war sein bestes Ergebnis bisher ein 2009 erreichter 12. Platz in Villach.
Pärn nahm an fünf Junioren-Weltmeisterschaften teil, 2004 in Stryn, 2005 in Rovaniemi, 2006 in Kranj, 2007 in Tarvisio und 2008 in Zakopane. Sein bestes Resultat war der 31. Platz von der Normalschanze in Tarvisio. Am 9. März 2010 nahm er als die Qualifikation in Kuopio abgesagt wurde erstmals an einem ersten Durchgang im Weltcup teil, wurde aber nur 56. und damit Letzter. In Lahti konnte er sich ein Jahr später erstmals regulär für ein Weltcup-Springen qualifizieren. Beim Wettkampf am 13. März 2011 wurde er dann allerdings als 50. wiederum Letzter. Nach der Sommersaison 2012, in der ihm mit Rang 22 im finnischen Kuopio sein bestes Continental-Cup-Ergebnis gelang, beendete er seine Karriere.
Pärn war 2009 Teilnehmer an den Nordischen Skiweltmeisterschaften in Liberec, schied aber sowohl auf der Normalschanze wie auch auf der Großschanze in der Qualifikation aus.